# Kantharella antarctica
Kantharella antarctica är en djurart som tillhör fylumet rhombozoer, och som beskrevs av Czaker 1994. Kantharella antarctica ingår i släktet Kantharella och familjen Kantharellidae.
Artens utbredningsområde är Norra Ishavet. Inga underarter finns listade i Catalogue of Life.